# Kristiina Mäki
Kristiina Mäki (Seinäjoki, 22 de septiembre de 1991) es una atleta de fondo checa de origen finlandés. Llegó a ostentar los récord nacionales de Finlandia de 2000 metros y los de la República Checa en 1500, 2000, 3000 y 5000 metros.

## Primeros años
Nació en Seinäjoki, ciudad situada en Ostrobotnia del Sur, en Finlandia, en septiembre de 1991. Es hija de dos corredores: su padre, Risto Mäki, y su madre, de nacionalidad checa, Jana Mäki. La familia pasó los primeros tres años de la vida de Kristiina en la ciudad de Lapua, mudándose después a la República Checa.
De niña, comenzó a practicar atletismo, pasando después de un par de años a centrarse en los deportes de resistencia. En 2009 Mäki ganó el campeonato checo de 1500 metros. En 2011 se mudó a Praga para estudiar Arquitectura y continuar con su carrera deportiva. En febrero de 2014 Mäki participó en el Campeonato de Finlandia de Atletismo en pista cubierta 2014, donde ganó sendas medallas de oro en las categorías de 1500 y 3000 metros. Pese a tener doble nacionalidad, y haber competido en torneos nacionales de Finlandia y en República Checa, mantiene la nacionalidad checa a la hora de participar en torneos internacionales.

## Carrera
Representando internacionalmente a la República Checa, Mäki comenzó a participar en competiciones deportivas a partir de 2015, año en el que corrió en la Primera Liga de la Campeonato Europeo de Atletismo por Equipos, celebrada en la ciudad griega de Heraclión, donde obtuvo la medalla de plata en los 5000 metros al completarlos con un tiempo de 15:49,47 minutos. Semanas más tarde, en la Universiada de Gwangju (Corea del Sur), mejoraba su tiempo en dicha disciplina, obteniendo el oro pese a tener un tiempo superior al de la anterior competición, con 16:03,29 minutos.
En 2016, en el Campeonato Mundial de Atletismo en Pista Cubierta, que tuvo lugar en la ciudad estadounidense de Portland no pasó de la ronda clasificatoria en los 1500 metros, al quedar séptima con una marca de 4:11,28 minutos. Sí que llegaría a la final en el Campeonato Europeo de Atletismo de Ámsterdam celebrado ese año, donde acabaría novena en la última carrera en los 5000 metros, consiguiendo un registro de 15:52,90 minutos.
Para 2017, en el Campeonato Europeo de Atletismo por Equipos de Lille (Francia), conseguía un séptimo lugar nuevamente en los 1500 metros (marca de 4:16,43 minutos). Después, en la Universiada de Taipéi mejoraría el registro en los 1500, consiguiendo la medalla de bronce, y quedaba sexta en los 5000 metros. En 2018, en el Campeonato Europeo de Atletismo de Berlín no superó su carrera clasificatoria previa, donde terminó séptima en los 1500 metros, con 4:10,35 minutos.
En 2019, correría en el Campeonato Europeo de Atletismo en Pista Cubierta celebrado en Edimburgo, donde quedaría descalificada en la ronda previa al quedar fuera de los puestos que permitían avanzar a la siguiente ronda en los 1500 metros, con 4:17,19 minutos. Después, en el Campeonato Europeo de Atletismo por Equipos de Bydgoszcz (Polonia), volvía a subir al podio en los 1500 consiguiendo el bronce con una marca de 4:09,12 minutos. La última prueba importante del año la llevaría hasta Doha (Catar), donde tenía lugar el Campeonato Mundial de Atletismo. En dicha prueba, si bien pasó su ronda clasificatoria, quedó eliminada en la primera semifinal en los 1500 metros, al quedar en la undécima plaza, con una marca de 4:17,65 minutos.
En el verano de 2021 compitió en los Juegos Olímpicos de Tokio, postergados un año a consecuencia de la pandemia por el coronavirus. Participó en la modalidad atlética de 1500 metros, corriendo el 2 de agosto la primera clasificatoria, que acabó sexta con un tiempo de 4:04,55 minutos, bajando en algo más de dos segundos su anterior récord de mayo de 2019. Ya en semifinales, dos días después, quedó séptima en la primera de las carreras disputadas, clasificándose para la final olímpica en la repesca al conseguir entrar por los mejores tiempos. Apenas 48 horas después de lograr su récord personal, la semifinal le brindó la mejora de dicha marca al rebajarlo otros tres segundos, consiguiendo un registro de 4:01,23 minutos, que hacía su nuevo récord personal, a su vez nueva marca nacional para la República Checa.

## Resultados

### Por temporada
| Representando a República Checa | Representando a República Checa                            | Representando a República Checa | Representando a República Checa | Representando a República Checa | Representando a República Checa |
| ------------------------------- | ---------------------------------------------------------- | ------------------------------- | ------------------------------- | ------------------------------- | ------------------------------- |
| Año                             | Competición                                                | Lugar                           | Puesto                          | Modalidad                       | Marca                           |
| 2015                            | Campeonato Europeo de Atletismo por Equipos - Primera Liga | Heraclión                       | 2.ª                             | 5000 metros                     | 15:49,47 m.                     |
| 2015                            | Universiada                                                | Gwangju                         | 1.ª                             | 5000 metros                     | 16:03,29 m.                     |
| 2016                            | Campeonato Mundial de Atletismo en Pista Cubierta          | Portland                        | 7.ª (H1)                        | 1500 metros                     | 4:11,28 m.                      |
| 2016                            | Campeonato Europeo de Atletismo                            | Ámsterdam                       | 9.ª                             | 5000 metros                     | 15:52,90 m.                     |
| 2017                            | Campeonato Europeo de Atletismo por Equipos                | Lille                           | 7.ª                             | 1500 metros                     | 4:16,43 m.                      |
| 2017                            | Universiada                                                | Taipéi                          | 3.ª                             | 1500 metros                     | 4:20,65 m.                      |
| 2017                            | Universiada                                                | Taipéi                          | 6.ª                             | 5000 metros                     | 15:59,87 m.                     |
| 2018                            | Campeonato Europeo de Atletismo                            | Berlín                          | 7.ª (H1)                        | 1500 metros                     | 4:10,35 m.                      |
| 2019                            | Campeonato Europeo de Atletismo en Pista Cubierta          | Edimburgo                       | 6.ª (H1)                        | 1500 metros                     | 4:17,19 m.                      |
| 2019                            | Campeonato Europeo de Atletismo por Equipos                | Bydgoszcz                       | 3.ª                             | 1500 metros                     | 4:09,12 m.                      |
| 2019                            | Campeonato Mundial de Atletismo                            | Doha                            | 11.ª (SF1)                      | 1500 metros                     | 4:17,65 m.                      |
| 2021                            | Juegos Olímpicos                                           | Tokio                           | 13.ª                            | 1500 metros                     | 4:11,76 m.                      |
| 2022                            | Campeonato Mundial de Atletismo                            | Eugene                          | 12.ª (SF1)                      | 1500 metros                     | 4:21,67 m.                      |
| 2022                            | Campeonato Europeo de Atletismo                            | Múnich                          | 6.ª                             | 1500 metros                     | 4:05,73 m.                      |

### Mejores marcas
| Disciplina              | Marca       | Lugar        | Fecha                 |
| ----------------------- | ----------- | ------------ | --------------------- |
| 400 m (exterior)        | 59,71 s.    | Ostrava      | 16 de mayo de 2015    |
| 400 m (pista cubierta)  | 58,68 s.    | Praga        | 19 de enero de 2020   |
| 800 m (exterior)        | 2:02,21 m.  | Szczecin     | 15 de agosto de 2018  |
| 800 m (pista cubierta)  | 2:07,14 m.  | Bratislava   | 26 de enero de 2020   |
| 1000 m (exterior)       | 2:45,07 m.  | Pliezhausen  | 12 de mayo de 2019    |
| 1000 m (pista cubierta) | 2:49,31 m.  | Praga        | 18 de enero de 2019   |
| 1500 m (exterior)       | 4:01,23 m.  | Tokio        | 4 de agosto de 2021   |
| 1500 m (pista cubierta) | 4:08,41 m.  | Glasgow      | 15 de febrero de 2020 |
| 3000 m (exterior)       | 8:51,69 min | Braunschweig | 21 de junio de 2014   |
| 3000 m (pista cubierta) | 8:53,38 min | Val-de-Reuil | 14 de febrero de 2022 |
| 5000 m                  | 15:31,15 m. | Sligo        | 23 de junio de 2016   |